# Some Might Say
«Some Might Say» (с англ. — «Кто-то может сказать») — сингл британской рок-группы Oasis, изданный 24 апреля 1995 лейблом Creation Records.
Британский журнал New Musical Express включил данную композицию в свой список «500 величайших песен всех времён», разместив её в нём на 484-й позиции.

## О песне

### Обложка
Обложка сингла, снятая в железнодорожной станции Кромфорда в Дербишире, Англия, показывает родителей художественного руководителя Брайана Кэннона: отца с тачкой и мать со шваброй. Также изображены Мэтью Сэнки, помощник Кэннона и Карла Нокс, буфетчица его местного паба (чье включение, как Кэннон с тех пор признал, состояло в том, в что он «представил себе» её).

## Чарты и сертификации
| Чарт (1995)    | Высшая позиция |
| -------------- | -------------- |
| Бельгия        | 33             |
| Великобритания | 1              |
| Ирландия       | 3              |
| Швеция         | 7              |

| Страна               | Статус  |
| -------------------- | ------- |
| Великобритания (BPI) | Золотой |